# Концерт для фортепіано з оркестром № 5 (Прокоф'єв)
Концерт № 1 для фортепіано з оркестром соль мажор (Op. 55) Сергія Прокоф'єва завершений у 1932 році. 
Концерт складається з 5-ти частин:
1. Allegro con brio (4–5 хв)
2. Moderato ben accentuato (3–4 хв)
3. Toccata: Allegro con fuoco (1–2 хв)
4. Larghetto (6–7 хв)
5. Vivo (5–6 хв)